# Jean-François-Barthélémy Cokken
Jean-François-Barthélémy Cokken, né le 23 janvier 1801 à Paris et mort le 13 février 1875 dans la même ville, est un bassoniste, compositeur et pédagogue français.

## Biographie
Jean-François-Barthélémy Cokken naît le 23 janvier 1801 (2 pluviôse an IX) à Paris.
Il est musicien militaire avant d'être admis en 1818 au Conservatoire de Paris, où il est élève de Delcambre. Il obtient un 1er prix de basson dans l'établissement en 1820 puis est premier basson à l'orchestre du Théâtre-Italien, avant d'intégrer l'Orchestre de l'Opéra de Paris en 1829, où il restera jusqu'en 1862. À la création de l'Orchestre Pasdeloup en 1861, il est appelé par Jules Pasdeloup comme basson solo, poste qu'il occupera aussi à la Société des concerts du conservatoire ainsi qu'à la Chapelle impériale.
Éminent pédagogue, Cokken est tout d'abord professeur de basson au Gymnase musical militaire à partir de 1836, avant d'être le premier professeur de l'histoire de la musique à enseigner le saxophone, au sein de ce même établissement, de 1846 à 1848. Il rédige à cette occasion une méthode complète pour l'instrument et contribue activement à son usage. Dans une lettre écrite pour la défense d'Adolphe Sax concernant des déboires judiciaires, il écrit ainsi : « Je profite de la circonstance pour ajouter que le saxophone est un instrument aussi beau que bon, d'une grande puissance, d'un timbre magnifique, enfin des plus faciles à jouer et à apprendre. Je ne doute pas qu'on n'en obtienne d'excellents résultats, tant pour les orchestres militaires que pour les orchestres de symphonie ». 
En 1852, il est nommé professeur de basson au Conservatoire, où il forme de nombreux élèves jusqu'à sa mort, qui survient le 13 février 1875 à Paris.
Comme compositeur, il a écrit plusieurs pièces pour son instrument : divers solos, fantaisies et airs variés sur des thèmes d'opéras français et italiens à la mode, deux concertos et un concertino, dont plusieurs ont été inscrits à l’épreuve finale du premier prix de basson du Conservatoire,, en plus de sa Méthode de saxophone et d'une révision de la Méthode de basson de Frédéric Berr.

## Œuvres

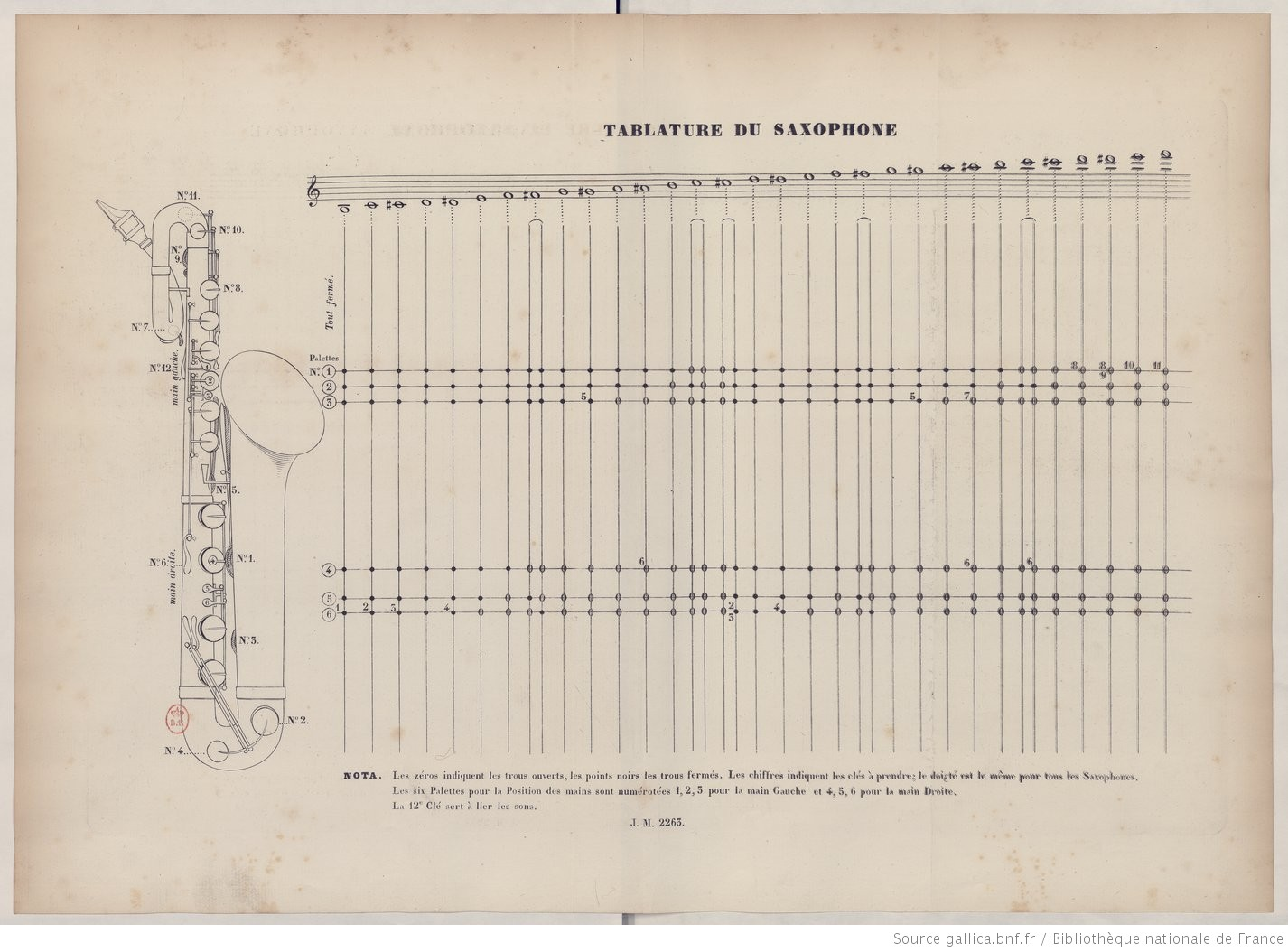
Tablature de saxophone tirée de la Méthode complète de saxophone de JFB Cokken (1846).

- Méthode complète de saxophone applicable à tous les saxophones de différents tons, Paris, J. Meissonnier, 1846
- Air varié sur "La dame blanche", op. 7, éd. moderne IMD
- Fantaisie pour basson avec acc. de piano, op. 14, éd. moderne IMD
- Guillaume Tell, fantaisie pour basson avec acc. de piano, op. 34, éd. moderne TrevCo music publishing
- 12 Mélodies ou études pour le basson avec acc. de piano, extraites des œuvres de Marco Bordogni, divisées en deux suites, op. 37, éd. moderne Accolade musikverlag

## Le basson au Conservatoire de Paris
La classe de basson du Conservatoire de Paris existe depuis la fondation de l'établissement le 16 thermidor an III (3 août 1795). Au cours du XIXe siècle, elle est tenue, successivement, par Thomas Delcambre (1795-1824), François-René Gebauer (1824-1838), Charles Barizel (1839-1848), Jean-Baptiste-Joseph Willent-Bordogni (1849-1852), Cokken (1852-1875), Eugène Jancourt (1875-1891) et Eugène Bourdeau (1891-1922).